# Koblentz
Koblentz es un municipio situado en el distrito de Pomerania Occidental-Greifswald, en el estado federado de Mecklemburgo-Pomerania Occidental (Alemania), a una altitud de 15 metros. Su población a finales de 2016 era de 200 habs. y su densidad poblacional, 10 hab/km².
Se encuentra ubicado a pocos kilómetros al oeste de la frontera con Polonia.